# WeeChat
WeeChat (Wee Enhanced Environment for Chat) è un client IRC estremamente leggero e veloce. È distribuito sotto la licenza GNU General Public License e usa diverse librerie per la propria interfaccia utente. Le interfacce GTK+ e Qt sono attualmente in via di sviluppo.

## Caratteristiche
WeeChat supporta le connessioni IPv6, SSL e proxy server IRC utilizzabili a piacimento. Lo schermo può essere suddiviso in modo da visualizzare più finestre contemporaneamente. WeeChat fornisce anche la ricerca incrementale di testo nei buffer, il supporto aspell per il controllo ortografico, una hotlist intelligente, il supporto per molti linguaggi di scripting (Perl, Python, Ruby, Lua, Tcl, Scheme con GNU Guile), FIFO pipe per il controllo remoto, e il supporto per diversi codifiche di caratteri.
Al primo avvio, un file di configurazione di default viene creato, semplificando l'uso, e un comando editor di configurazione è disponibile. Alias dei comandi definiti dall'utente e le scorciatoie a singolo tasto possono essere creati per ridurre la digitazione di comandi lunghi.

## Piattaforme supportate
WeeChat supporta una vasta gamma di piattaforme e sistemi operativi, compreso Linux, BSF (FreeBSD, NetBSD, OpenBSD), macOS, Debian GNU/Hurd / Debian GNU/kFreeBSD, HP-UX, Solaris, QNX, Haiku (era OpenBeOS), e Microsoft Windows (tramite Cygwin e la libreria API).
Pacchetti già pre-compilati sono disponibili per le altre distribuzioni e sistemi operativi. È inoltre disponibile per molte distribuzioni Linux tra cui Debian, Ubuntu, Mandriva Linux, Fedora, Gentoo, e Arch Linux. WeeChat è inoltre disponibile per gli utenti FreeBSD tramite il sistema FreeBSD Ports.

## Accoglienza
Sulla rivista Free Software Magazine, Martin Brown assegna a WeeChat 43 punti su 50, affermando: "Da una prima occhiata, WeeChat non è intuitivo e facile da usare come Rhapsody", ma, "Ci sono molti punti di forza nascosti nell'applicazione", inclusi plugin per Python, Perl, Ruby e Lua che possono essere installati.